# Czarny Staw pod Rysami
Le Czarny Staw pod Rysami est un lac d’origine glaciaire des Hautes Tatras qui appartiennent aux montagnes des Carpates occidentales. Il est situé sur le versant polonais du massif au pied du mont Rysy et amont du lac Morskie Oko. 

## Description
Sa surface est de 20,64 ha, sa profondeur de 76,4 m à une altitude de 1 583 m. Son volume d'eau est de 7 761 700 m3 pour une longueur de 578 m et une largeur de 444 m.